# 石井保

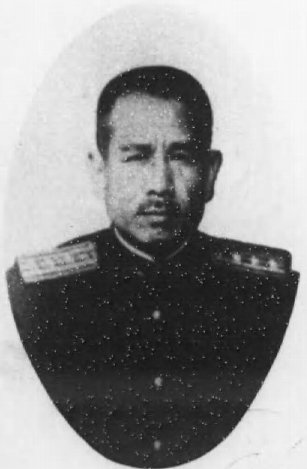
石井保

石井保（日语：／ Ishii Tamotsu，1887年3月15日—1976年2月1日）是日本内务省官僚，属宪政会系，曾任官选鸟取县知事、台湾总督府警务局局长。

## 经历
石井保出生于埼玉县北足立郡浦和町（现埼玉市），是高砂小学校校长石井弓一的次子。后就读浦和中学校和第一高等学校。1912年毕业于东京帝国大学法科大学，同年11月通过高等文官行政科考试，1913年（大正2年）1月27日进入内务省，任东京府试补。
此后历任警视厅特高课课长、福井县警察部部长、福岡縣警察部部长、神奈川县警察部部长、警视厅书记官·卫生部部长及警务部部长等职务。
1926年（大正15年）9月，任鸟取县知事。在任期间努力改善干警待遇、创办县立蚕业学校、修复公路桥梁。1927年（昭和2年）5月17日休职。1929年（昭和4年）8月，改任台湾总督府警务局局长。1931年（昭和6年）1月20日因雾社事件引咎辞职。之后任东京瓦斯公司董事。

## 脚注
1. ↑  『官報』第147号、大正2年1月28日。
2. ↑  『官報』第3704号、大正13年12月25日。
3. ↑  『新編日本の歴代知事』765頁。
4. ↑  『官報』第113号、昭和2年5月18日。
5. ↑  『日本官僚制総合事典：1868 - 2000』128頁。
6. ↑  『官報』第1216号、昭和6年1月21日。